# 安達悦二郎
安達 悦二郎（あだち えつじろう、1889年（明治22年） - 1987年（昭和62年））は、日本の政治家・実業家。北海道三笠市出身。1916年（大正5年）札幌師範学校（現・北海道教育大学札幌分校）卒業。北海道遠軽町長（1951年 - 1955年）。
学校卒業後、旧制中学校教諭、北見市教育委員会、遠軽営林署署長などを経て、1951年に営林署を辞職して、遠軽町長選挙に出馬し初当選。しかし、1955年（昭和30年）の遠軽町長選挙では落選。同年、北海林業代表取締役社長に就任。1956年より遠軽森林組合長や遠軽観光協会長、遠軽職業訓練校校長などを務めた。1960年（昭和35年）から遠軽商工会議所会頭（ - 1978年）や北見工業短期大学客員教授（ - 1966年）、旭川女子短期大学非常勤講師（1967年 - 1969年）も務めた。